# Pterolophia costulata
Pterolophia costulata är en skalbaggsart som beskrevs av Stefan von Breuning 1938. Pterolophia costulata ingår i släktet Pterolophia och familjen långhorningar. Inga underarter finns listade i Catalogue of Life.